# JoJo Siwa
JoJo Siwa (укр. Джоджо Сіва; нар. 19 травня 2003) — американська танцівниця, співачка, акторка та ютуберка.

## Біографія
Народилася 19 травня 2003 року в Омасі в штаті Небраска.
Стала відомою завдяки участі в танцювальних реаліті-шоу Abby's Ultimate Dance Competition (2-й сезон, 2013) і «Мами в танці» (5-й та 6-й сезони, 2015 та 2016) на телеканалі «Lifetime».
На початку травня 2016 року (у 12 років) випустила цифровий сингл з піснею «Boomerang», в якій співала про те, що не треба слухати хейтерів, які залишають злі коментарі в соціальних мережах, і про досягнення тріумфу над онлайновими атаками. Станом на березень 2020 року, кліп до пісні зібрав понад 800 мільйонів переглядів на YouTube.
У березні 2017 року (у 13 років) отримала премію Kids 'Choice Award в категорії «Улюблений вірусний музичний виконавець».

## Особисте життя
JoJo Siwa повідомила про свою належність до ЛГБТ в соціальних мережах у січні 2021 року, спочатку відмовляючись називати свою сексуальну орієнтацію. Згодом вона поділилася, що її не приваблюють чоловіки, та ідентифікує себе як лесбійка. У 2025 році JoJo Siwa зізналася, що почала ідентифікувати себе як квір, а не як лесбійку.